# ماتياس كابريرا
ماتياس كابريرا (بالإسبانية: Matías Cabrera)‏ (16 مايو 1986 بمونتفيدو في الأوروغواي - ) هو لاعب كرة قدم أوروغواني في مركز الوسط. لعب مع إشتوريل برايا ونادي كالياري وناسيونال مونتيفيديو والتانك سيلي ونادي سيرو.

## وصلات خارجية
- ماتياس كابريرا على موقع قاعدة بيانات كرة القدم.إي يو (الإنجليزية)
- ماتياس كابريرا على موقع Soccerway.com (الإنجليزية)
- ماتياس كابريرا على موقع AS.com (الإسبانية)